# پاتریک فن آنهولت
پاتریک فن آنهولت (Patrick John Miguel van Aanholt) (زاده ۲۹ آگوست۱۹۹۰) یک بازیکن فوتبال اهل هلند است.
فن آنهولت سابقه بازی برای تیم ملی زیر ۱۹ و زیر ۲۱ سال هلند را در کارنامه دارد.